# Martin Frantz
Martin Frantz, auch Martin Frantz d. J., auch Martin Frantzen (* 1679 in Reval; † 6. November 1742 in Liegnitz, Fürstentum Liegnitz) war ein in der ersten Hälfte des 18. Jahrhunderts in Niederschlesien wirkender Architekt und Baumeister.

## Leben
Seine Eltern waren der aus Dresden stammende, gleichnamige Martin Frantz d. Ä., seit 1677 Stadtmaurermeister in Reval, und Else, geborene Seeger. Nachdem ihr Ehemann 1684 verstorben war, vermählte sie sich in zweiter Ehe mit dem Revaler Stadtbaumeister Georg Winkler.
Frantz wurde am 4. März 1681 in Reval evangelisch getauft. 1691 begann er eine Lehre bei seinem Stiefvater Georg Winkler, die er 1697 mit der Gesellenprüfung abschloss. Während der sich anschließenden Wanderjahre hielt er sich vermutlich einige Zeit in Stockholm auf. 1704 ist er in Liegnitz belegt, wo er am Bau des Jesuitenkollegs tätig war, das vom Baumeister Johann Georg Knoll geplant worden war. Nach dessen Tod am 11. November 1704 wurde ihm die Fertigstellung übertragen. 1705 erwarb er das Bürger- und Meisterrecht in Liegnitz, wo er sich im selben Jahr mit Barbara Elisabeth Schönwälder († 1743) vermählte. Der Ehe entstammte u. a. der Landbaumeister Carl Martin Frantz (1712–1755).
Frantz führte in Niederschlesien zahlreiche bedeutende Bauprojekte aus. Auftraggeber waren die katholischen und evangelischen Kircheninstitutionen sowie Bürger und Adelige. Da er eine Neigung für die nordische Klassizität hatte, wählte er für seine beiden Frühwerke, die Gnadenkirchen in Hirschberg und Landeshut, deren Bau durch die Altranstädter Konvention möglich geworden war, den kreuzförmigen Grundriss nach dem Vorbild der Stockholmer Katharinenkirche, wobei er ihn durch den Einbau von Emporen veränderte. Später passte er seine Werke dem von Böhmen beeinflussten repräsentativen Dientzenhofer-Barockstil an, der 1714–1720 mit dem Bau der Liegnitzer Jesuitenkirche durch Christoph Dientzenhofer und dessen Sohn Kilian Ignaz Dientzenhofer in Schlesien verbreitet wurde.

## Werke in Schlesien (Auswahl)
- 1698–1708: Jesuitenkolleg in Liegnitz (Legnica) nach dem Entwurf von Johann Georg Knoll, nach dessen Tod 1704 von Martin Frantz fortgeführt und vollendet.
- 1702: Schloss Parchau, Gemeinde Chocianów (Kotzenau)
- 1705–1706: Schloss Peterswaldau in Peterswaldau (Pieszyce)
- 1709–1717: Gnadenkirche in Hirschberg (Jelenia Góra)
- 1709–1717: Dreifaltigkeitskirche in Landeshut in Schlesien (Kamienna Góra)
- 1709–1710: Pfarrhaus in Landeshut
- 1710–1715: Baumgarten-Bürgerhaus in Hirschberg
- 1712: Pfarrhaus in Bad Warmbrunn (Cieplice Śląskie-Zdrój)
- 1716–1719: mehrere Gruftkapellen am Gnadenkirchhof in Hirschberg
- 1718–1726: Schloss Gröditzberg in Gröditz (Grodziec)
- 1720: Schloss Lomnitz (Łomnica)
- 1723–1728: Schloss Brauchitschdorf, Brauchitsch in Brauchitschdorf
- 1726: Turm der evangelischen Kirche in Harpersdorf (Twardocice)
- 1728: St.-Martins-Kirche in Schmellwitz (Śmiałowice): Anbau des barocken Westturms, der Vorhalle und der Sakristei
- 1728–1730: Haus der Leubuser-Äbte in Liegnitz
- 1728–1732: Umbau des Schlosses Kotzenau in Kotzenau (Chocianów)
- 1729–1740: Corpus-Christi-Kirche in Sprottau (Szprotawa)
- 1732–1733: Turm des Rathauses in Sprottau
- 1732: Katholische Peter-und-Pauls-Kirche in Harpersdorf (Twardocice)
- 1732–1738: Umbau der katholischen Himmelfahrtskirche in Sagan (Żagań)
- 1734: Schloss Schönwaldau (Rząśnik)
- 1734: Valentinskirche (Weinbergkirche) in Leubus (Lubiąż)
- 1735: Entwurf von Landsitz und Pferdestall in Sagan
- 1735: Entwurf des Hochaltars in der Jesuitenkirche in Sagan
- 1736–1738: Martinskirche in Seitsch (Siciny)